# Germán Mazzetti
Germán Mazzetti (Rosario, 1973) es un actor y humorista argentino. Ha trabajado como comediante, guionista, productor de teatro y televisión. Participó en numerosos espectáculos teatrales y programas de TV en Rosario.
En su ciudad es muy reconocido por su labor como integrante del grupo humorístico Marca Cañón, con el cual se desempeñó en teatro y TV y cuya primera etapa fue entre 1996 y 2012; en el 2016 el grupo volvió a reunirse y presentarse en vivo. Creó su más famoso personaje, "Osvaldito" (un niño precoz, atolondrado y con tendencia a cesear), para uno de los ciclos de televisión de Marca Cañón, y desde entonces el mismo ha aparecido en varias obras de teatro y en programas de TV locales, como Bótelos.

## Biografía
Cursó sus estudios básicos en el Colegio Dante Alighieri de Rosario y luego completó su formación como actor y docente teatral en la Escuela de Teatro Ambrosio Morante. Su primera labor humorística profesional fue el programa televisivo Marca Cañón, Humor Fino (tan fino que ni se nota), emitido en un canal de cable de Rosario y que obtuvo 2 Premios Martín Fierro del Interior consecutivos (por las temporadas 1996 y 1997). Su continuación fue Marca Cañón, la marca del campión (sic), emitido durante 1998 en Canal 3 de Rosario.
Además de su trabajo en Marca Cañón, ha sido actor/humorista, guionista y productor del programa rosarino Bótelos (conducido por Lisandro Cavatorta) y del programa de radio Mañana Hablamos FM Rock&Pop Rosario.

## Teatro con Marca Cañón
Como parte de Marca Cañón estrenó seis espectáculos teatrales: 5 Estrellas (1998), Faltaba Más! (2000), Grandes Éxitos (2001), Saldos & Novedades (2003), Lo Mejorcito de Marca Cañón (2004), Humor de Marca (2006), Monólocos (2008) y Tema: La Vaca (2011). Los mismos han sido presentados en los principales teatros de Rosario y en otras localidades como Buenos Aires, Mar del Plata, etc.
Los shows del conjunto, con un estilo ecléctico y una fuerte impronta grupal, se basan en sketches, monólogos y canciones. Estos combinaban humor absurdo, escenas costumbristas, un veloz e ingenioso manejo de lenguaje y actualidad, sin soslayar el espacio para la improvisación y el guiño al público. Los personajes de cada espectáculo estaban graciosamente delineados y sorprendían por su cantidad y diversidad. El grupo se disolvió en 2020, poco después de recibir una importante distinción por parte del Concejo Deliberante de la ciudad de Rosario.